# Emil von Meerscheidt-Hüllessem
Emil Paul Julius Louis baron von Meerscheidt-Hüllessem (né le 14 avril 1840 à Stargard et mort le 21 octobre 1923 à Eberswalde) est un général d'infanterie prussien.

## Biographie

### Origine
Emil est le fils du major du 21e régiment d'infanterie (de), Paul Wilhelm von Meerscheidt-Hüllessem (de) (1791-1848) et sa seconde épouse Dominicella Elwine, née von Blomberg (1808-1877). Ses deux demi-frères sont le général prussien d'infanterie Oskar von Meerscheidt-Hüllessem (1825-1895) et le lieutenant-général Hermann von Meerscheidt-Hüllessem (de) (1830-1899).

### Carrière militaire
Meerscheidt-Hüllessem étudie au lycée de sa ville natale et est ensuite cadet à Culm et à Berlin . Le 2 mai 1857, il est nommé enseigne porte-épee au 9e régiment de grenadiers de l'armée prussienne. À la mi-janvier 1858, Meerscheidt-Hüllessem reçoit le brevet pour ce grade et est promu sous-lieutenant en décembre de la même année. À ce titre, il fait partie de février à mi-juin 1860 du bataillon principal du 9e réfgiment de Landwehr, puis comme adjudant de bataillon au 9e régiment d'infanterie combiné. Le 1er juillet 1860, il est transféré au nouveau 49e régiment d'infanterie. Ici, Meerscheidt-Hüllessem agit comme adjudant du 2e bataillon. En tant que premier lieutenant, il fait partie du bataillon de remplacement du régiment pendant la guerre austro-prussienne en 1866, mais ne prend pas une part active aux opérations de combat. Transféré au 76e régiment d'infanterie le 30 octobre 1866, Meerscheidt-Hüllessem est affecté au commandement général du 10e corps d'armée du 19 décembre 1866 au 1er octobre 1867.
Le 18 juin 1869, Meerscheidt-Hüllessem rejoint la marine, rejoint le bataillon maritime et est nommé commandant de compagnie et promu capitaine le 1er octobre 1869. Avec sa 5e compagnie, il est exclusivement responsable des mesures de sécurité intérieures pendant la guerre contre la France en 1870/71. En mars/avril 1872, Meerscheidt-Hüllessem dirige le département de formation de la division principale de la flotte de la mer Baltique et est commandé au 86e régiment de fusiliers (de) à l'occasion des exercices d'automne de la 18e division d'infanterie en août et septembre de l'année suivante. Le 1er octobre 1874, il reçoit le commandement de la 1re compagnie du bataillon maritime. De mai à septembre 1875, il dirige un détachement à bord de la frégate blindée König Wilhelm.
Le 18 mai 1876, il est transféré de la marine impériale à l'armée prussienne et est nommé commandant de compagnie du 5e régiment de grenadiers à Dantzig . Promu major à ce titre le 12 août 1879, Meerscheidt-Hüllessem est transféré au nouveau 128e régiment d'infanterie (de), également stationné à Dantzig, en tant qu'officier d'état-major régulier le 1er avril 1881. Cela est suivi par un poste de commandant du bataillon de fusiliers du 76e régiment d'infanterie à Lübeck à partir du 15 novembre 1883. Avec sa promotion au grade de lieutenant-colonel, Meerscheidt-Hüllessem arrive à Altona en tant qu'officier d'état-major régulier du 31e régiment d'infanterie. Le 22 mai 1889, il est promu colonel et nommé commandant du 55e régiment d'infanterie. En tant que général de division, Meerscheidt-Hüllessem commande du 17 mai 1892 au 5 février 1896 la 42e brigade d'infanterie à Francfort-sur-le-Main. Il est ensuite promu lieutenant général et commande la 11e division d'infanterie à Breslau. À l'occasion de la fête de l'ordre, Meerscheidt-Hüllessem reçoit l'Ordre de la Couronne, 1re classe, pour ses services le 15 janvier 1899 Le 22 mai 1899, il est chargé de diriger le 15e corps d'armée et le nomme commandant général du corps à Strasbourg un peu plus tard, le 3 juillet 1899. Après les manœuvres d'automne , Guillaume II est très satisfait de l'ordre et de la discipline des troupes et décerne à Meerscheidt-Hüllessem l' Ordre de l'Aigle rouge, 1re classe à feuilles de chêne, le 13 septembre 1899. En raison d'une maladie, il prend bientôt des vacances plus longues pour se rétablir à Baden-Baden et en Suisse . Aucune amélioration n'étant à espérer, Meerscheidt-Hüllessem présenta sa démission et obtint le statut de général d'infanterie avec pension légale le 9 juin 1900.

### Famille
Meerscheidt-Hüllessem se marie Luise Johanna baronne Hiller von Gaertringen (1842-1917) le 30 septembre 1865 à Groß-Kloina. Elle est la fille du gouvernement secret et administrateur de l'arrondissement de Bitterfeld (de) Moritz von Leipziger (de). Le mariage donne naissance à plusieurs enfants.